# Calendar (Windows)
Calendar là một ứng dụng lịch cá nhân được phát triển bởi Microsoft. Ứng dụng cho phép đồng bộ hóa lịch sử dụng Microsoft Exchange Server, Outlook.com, dịch vụ lịch iCloud của Apple, và Google Calendar. Ứng dụng còn hỗ trợ định dạng iCalendar phổ biến.

## Lịch sử
Microsoft lần đầu tiên đưa ra một ứng dụng lịch trong có tên là Calendar trong Windows 1.0, và được đi kèm cho tới phiên bản Windows 3.1, sau đó được thay thế bởi Schedule+ trong Windows for Workgroups và Windows NT 3.1. Schedule+ sau đó đã được chuyển từ Windows sang bộ phần mềm Microsoft Office, và Windows đã không đi kèm ứng dụng lịch nào khác cho tới khi Windows Calendar được đưa vào Windows Vista. Calendar đã được tạo ra từ bản Beta 2 của Windows Vista.

### Windows Vista
Phiên bản này hỗ trợ việc chia sẻ, đăng ký và xuất bản lịch trên các máy chủ và mạng chia sẻ có WebDAV được kích hoạt. Nó hỗ trợ định dạng tập tin.ics, và tính năng đăng ký cho phép đồng bộ với Google Calendar. Giao diện của nó giống với giao diện của Windows Vista Mail, nhưng hai ứng dụng không có liên kết với nhau trong phiên bản hệ điều hành này. Lịch mặc định có thể được đổi tên lại.

### Windows 8
Một phiên bản Calendar mới được đưa vào Windows 8, là một trọng nhiều ứng dụng được viết để chạy toàn màn hình hoặc trong chế độ snap theo ngôn ngữ thiết kế Metro của Microsoft. Đây là một trong ba ứng dụng trên Windows có xuất phát từ Microsoft Outlook, hai ứng dụng còn lại là Mail và People. Về mặt cấu trúc, ba ứng dụng này là một và được cài đặt và gỡ cài đặt cùng nhau. Nhưng mỗi ứng dụng lại có giao diện người dùng riêng. Calendar trong Windows 8 ban đầu hỗ trợ các lịch trên Outlook.com, Exchange, Google Calendar, và Facebook. Do API đã có thay đổi, các lịch trên Facebook và Google đã không còn có thể được đồng bộ trực tiếp trên Windows 8 được nữa. Giống như nhiều ứng dụng Microsoft được giới thiệu cho Windows 8, nhiều tính năng của ứng dụng được ẩn trong thanh charms hoặc thanh menu ở dưới màn hình được kích hoạt bằng cách nhấn chuột phải. Các lịch khác nhau có thể được đặt tên và dán nhãn với nhiều màu khác nhau. Khi một người dùng có một tài khoản Microsoft thêm một tài khoản lịch trên một chiếc máy tính với Windows 8 Calendar, tài khoản này sẽ được tự động thêm vào tất cả các máy tính Windows 8 khác mà người dùng đã đăng nhập vào. Các tập tin.ics không được phiên bản này hỗ trợ.

### Windows 10
Calendar có các cấu hình máy chủ được đặt sẵn cho Outlook.com, Exchange, Google Calendar, và iCloud Calendar. Người dùng có thể đặt cho ứng dụng sử dụng chủ đề của hệ thống hoặc chọn một màu chủ đề, ảnh nền và tùy chọn sáng/tối tùy chỉnh riêng cho ứng dụng. Calendar trên Windows 10 hỗ trợ đa cửa sổ cho việc xem và chỉnh sửa các sự kiện. Các lịch khác nhau có thể được dán nhãn với các màu khác nhau, và các sự kiện có thể được sắp xếp lại bằng cử chỉ kéo và thả. Giao diện mặc định sẽ là xem theo tháng, nhưng người dùng cũng có thể chỉnh sang các chế độ xem theo ngày, tuần và năm và in cả phần hiển thị lịch theo các chế độ này. Ứng dụng trên Windows 10 cũng sử dụng một thanh cài đặt và một dải menu nhỏ trên màn hình xem. Ngày hiện tại và các sự kiện lịch sẽ được hiển thị trên ô xếp động. Giống như phiên bản trên Vista, các công cụ điều khiển quan trọng được đặt ở nơi dễ thấy và sử dụng các biểu tượng đồng bộ với hệ thống. Các tài khoản có thể được nhóm lại và đặt tên lại, nhưng các thư mục không thể được chỉnh sửa trong úng dụng. Hỗ trợ tập tin.ics đã được bổ sung trở lại trong bản cập nhật Windows 10 Anniversary Update.